# カクキュー
カクキューは、愛知県岡崎市八丁町に本社がある「合資会社八丁味噌」の屋号。「八丁味噌」は固有の商標ではなく、ほかにも製造業者が存在するため、本記事では合資会社八丁味噌について述べる。

## 沿革・概要

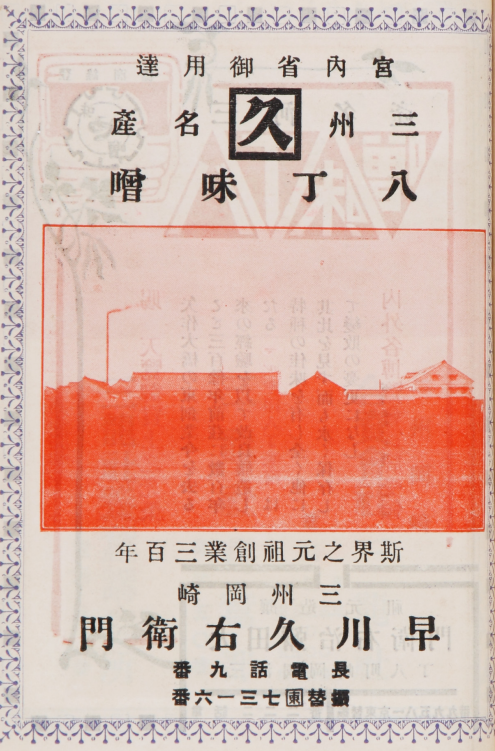
宮内省御用達をうたった広告（1915年）

江戸3代将軍徳川家光の時代に当たる正保年間（1645年 - 1648年）に、岡崎城から西に八丁（873メートル）の三河国八丁村（現在の愛知県岡崎市八帖町）で創業した。早川家が1878年（明治11年）に愛知県庁に提出した上申書には同家の創業は「1645年（正保2年）」と記されている。安政2年（1855年）に大樹寺の本堂、大方丈などが焼失した際、再建のため江戸から派遣された見分役は「味噌は八丁味噌とて名物也。百文は三百三十匁又三百五十匁自位也。八丁村に問屋二軒あり」と手記にしたためた。
正方形の枠内に太い隷書体の「久」のマークは、歴代当主（現在は社長。ただし、同社は合資会社組織であるためその正式な肩書は「代表社員」となる）が代々、早川久右衞門（はやかわ きゅうえもん）を名乗っていることによる。現社長は19代目の当主になる。
1892年（明治25年）から宮内省への味噌納入を開始し、1901年（明治34年）12月28日、宮内省御用達を拝命した。
1927年（昭和2年）11月23日、本社事務所を現在地へ移した。
1932年（昭和7年）3月10日、個人商店から「合資会社早川久右衞門商店」に改組した。

### 戦後

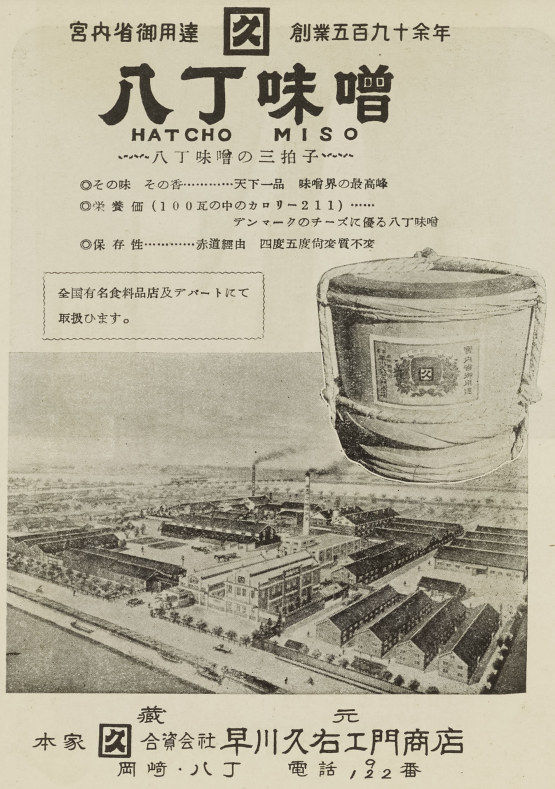
1950年代の広告

1955年（昭和30年）3月1日、大阪味噌食品株式会社（現・株式会社ジャポニックス）はカクキューへ八丁味噌を1200貫（4500キロ）注文した。この頃、関西では、米味噌と豆味噌を混合した味噌（赤だし味噌）が大阪のメーカーで製造され、各社の印を付けて小売店で量り売りされていた。
1957年（昭和32年）、大阪味噌食品はカクキューに赤だし味噌の製造販売を提案。さらに、もし製造ができるのなら米味噌メーカーとして富山県上市町の日本海味噌醤油を紹介してもよいと言い添えた。同年7月2日、大阪味噌食品の土屋勇社長、日本海味噌醤油の嶋川専務、大阪の八丁味噌特約店である間瀬商店の間瀬米治、カクキューの早川久右衞門らは一堂に会し、最高級の「赤だし八丁味噌」をつくり、珍味屋、料理屋への販路を開拓する方針を決めた。翌7月3日、間瀬米治が日本海味噌醤油の米味噌70パーセント、八丁味噌30パーセント、カラメル、光沢と甘みを出す水飴、化学調味料を用い、混合加熱すり器（寄本式）ですりあげて試作品を作った。
1959年（昭和34年）、赤だし味噌の300グラム入り小袋詰をスーパーマーケットに売り込んだ。これが大きな成功となり、赤だし味噌はカクキューの総売り上げの80パーセントを占めるまでに至った。
1963年（昭和38年）9月、「八丁味噌カクキュー合資会社」に社名変更。
1981年（昭和56年）10月に「合資会社八丁味噌」に社名変更すると、早速、自社の社名を商標登録する動きに出る。同年12月23日、合資会社八丁味噌は、指定商品を第三一類「調味料香辛料 食用油脂 乳製品」として、「合資会社八丁味噌」なる商標を出願した。1983年（昭和58年）3月31日、特許庁はこれに対し拒絶査定を下した。同年6月9日、合資会社八丁味噌は審判を請求。1989年（平成元年）3月23日、不成立の審決が出る。さらに争うも、1990年（平成2年）4月12日、東京高裁は請求を棄却した。
2006年（平成18年）4月に放映が開始されたNHK連続テレビ小説『純情きらり』では、まるや八丁味噌とともに舞台となり、撮影現場としても工場が使用された。
2009年（平成21年）2月23日、本社屋と史料館が近代化産業遺産に認定された。
2017年（平成29年）12月15日、農林水産省は県内39社（当時）の業者から成る「愛知県味噌溜醤油工業協同組合」を八丁味噌の生産者団体として地理的表示（GI）に登録。組合員ではない岡崎の2社（カクキュー、まるや八丁味噌）はGIから除外された。2社は行政不服審査請求を行ったが、農水省は2021年（令和3年）3月19日に請求を棄却する裁決を下した。まるや八丁味噌は同年9月17日、登録取り消しを求めて東京地裁に提訴した。カクキューは法廷闘争には加わらず静観。最高裁は2024年（令和6年）3月6日付でまるや八丁味噌の上告を退ける決定をし、 同社の敗訴が確定した。
2022年（令和4年）12月26日、八帖町から八丁町が分離。これに伴い本店住所が「八帖町字往還通69番地」から「八丁町69番地」に変更された。

## 施設
本社事務所
1996年（平成8年）12月20日、本社蔵とともに国の登録有形文化財に登録された。本社事務所は1927年（昭和2年）の建築。2階の外観はバシリカ式教会堂風の構成となっている。
2014年（平成26年）10月30日、各蔵とともに市の景観重要建造物に指定された。
本社蔵（史料館）
1907年（明治40年）に味噌蔵として建てられた。木造二階建、瓦葺、建築面積463平方メートル。1991年（平成3年）12月1日、史料館として改修された。内部のデザインは松坂屋が行った。
岡崎カクキュー八丁村
2017年（平成29年）3月19日、本社内に洋食店・中華料理店・カフェの3店舗が入ったフードコート「岡崎カクキュー八丁村」がオープンした。いずれも八丁味噌を使った料理を提供する。2018年（平成30年）7月からは中華料理店のかわりに「食事処休右衛門」が入った。
工場見学・売店施設
昭和50年代に入ると、工場見学の希望が一般から寄せられるようになった。当初は仕込み蔵だけを開放し、経理担当者が案内役を務めた。1980年（昭和55年）3月、同担当者が退職。説明者が不在となり、工場見学は中断する。1983年（昭和58年）1月9日に大河ドラマ『徳川家康』の放映が始まると、問い合わせが増え、同月から総務担当者を案内役として工場見学は再開した。史料館開設などで従来の態勢では不十分となり、1993年（平成5年）4月に本格的売店を開設した。1998年（平成10年）1月、増築。工場見学、売店等の部門は関連会社の「株式会社カクキュー八丁味噌」（法人番号：1180301002874）がつかさどっている。

## 主な商品
- 三河産大豆八丁味噌
- 有機八丁味噌
- 赤出し味噌
- 無添加赤出し味噌
- 赤出し味噌 もみじ印
- 八丁R味噌煮込みうどん（2人前）
- 八丁の味噌ラーメン（2人前）
- 岡崎のどて
- 田楽味噌
- 味噌カツのたれ
- 味噌ソフトクリーム

## ギャラリー
- 明治初期に建築された蔵（右側）
- 味噌樽
- 工場内にある史料館
- 古い看板
- 味噌蔵
- 「八丁味噌（銀袋）」
- カクキューの各商品

## 周辺の道路
- 八丁蔵通り
- 八帖往還通り
- きらり通り
- 松葉通り